# 英国時間
英国時間（えいこくじかん）ではイギリス（英国）で使用されている標準時について記す。イギリスではグリニッジ標準時（GMT）または西ヨーロッパ時間（WET、UTC+0）、夏時間に西ヨーロッパ夏時間（WEST、UTC+1）が使用されている。

## 歴史
鉄道ができるまでイギリスでは地方平均時が使用されていた。グリニッジ標準時は1840年にグレート・ウェスタン鉄道で最初に採用され、その後数年間にかけて他の鉄道会社も続いた。 1847年には、鉄道運賃交換所が採用し、翌年までにほぼすべての鉄道会社が採用した。これら一連の動きから、「鉄道時間」という用語が導き出された。
この鉄道時間は徐々に他の目的にも利用されるようになったが、1858年の訴訟事件では公式の時間として「地方平均時」を維持した。1880年5月14日、「Clerk to Justices」による文章が「The Times」に掲載された。そこでは「グリニッジ時間は今やイングランド全域で使われているが、未だ法定時間ではないようだ」と言及された。これは1880年後半にグリニッジ標準時（GMT）がイギリスの法令（時間の定義）法1880（43＆44 Vict）の下で合法的に採用されたときに変更された。GMTはマン島で1883年に、ジャージーでは1898年に、ガーンジーでは1913年に採用された。アイルランドは1916年10月1日にダブリン平均時（UTC-0:25）に取って代わってGMTを採用した。 
夏時間は、1916年にGMT及びダブリン平均時を1時間進めると規定した夏時間法1916（6＆7 Geo. V）によって導入された。夏時間の期間は、枢密院勅令で延長することができ、実際に第一次世界大戦の間延長された。1916年の夏時間は5月21日から10月1日に実施され、標準時間2:00に移行した。
20世紀初め、王室によってサンドリンガム時間（UTC+0:30）が使われた。後にこれは、混乱を減らすためにエドワード8世によって中止された。
英国夏時間の期間は、まず夏時間法1972によって定められていた。1972年から1980年にかけて、3月の第3日曜日が英国夏時間の開始日で（復活祭にあたる場合は1週間前に開始）、終了は10月の第4日曜日であった。1981年から2001年まで、夏時間の期間は、さまざまな欧州連合の指令に沿って設定された。 2002年以降、この法律は3月の最終日曜日を英国夏時間の開始日で10月の最終日曜日を終了日と指定している。
1998年以降、イギリスと欧州連合（EU）の夏時間開始日と終了日は同じである。

## 中央ヨーロッパ時間導入の動き
イギリスは、1968年から1971年にかけて夏時間を通年実施することによって、中央ヨーロッパ時間を試験的に採用した。貴族院の議論では、リチャード・バトラーは、これに対し歓迎の意を示したが、この実験は1971年に議論の末、結局中止された。
中央ヨーロッパ時間導入の是非は、経費と利益の分析を行うための2011年の提案を含む、様々な政治家によって長年にわたって提起されている。

## 権限委譲
北アイルランドの標準時決定の権限は北アイルランド議会に委譲されているが、権限は一度も行使されていない。スコットランドとウェールズでは、標準時は留保事項であり、イギリス議会のみが立法権を持つことになる。

## IANAのTime Zone Database
IANAのTime Zone Databaseにおいて、英国の標準時はEurope/Londonとして含まれている。これは、ISO 3166-1 alpha-2の国コード "GB"を持つ領域を指す。ゾーン名Europe/Guernsey、Europe/Isle_of_Man、Europe/Jerseyは独自のISO 3166-1 alpha-2があるため存在しているが、エントリはEurope/Londonの別名となっている。また、世界中のイギリスの海外領土についてのもいくつかのエントリーがある。
IANAのTime Zone Databaseのデータ。 *印が付いた列は、zone1970.tabに存在する列。
| 国コード* | 座標*           | 時間帯ID*              | 備考*                    | 協定世界時との差 | 夏時間 |
| --------- | --------------- | ---------------------- | ------------------------ | ---------------- | ------ |
| GB        | +513030-0000731 | Europe/London          |                          | +0:00            | +1:00  |
| GI        | +3608-00521     | Europe/Gibraltar       |                          | +1:00            | +2:00  |
| GG        | +4927-00232     | Europe/Guernsey        |                          | +0:00            | +1:00  |
| IM        | +5409-00428     | Europe/Isle_of_Man     |                          | +0:00            | +1:00  |
| JE        | +4912-00207     | Europe/Jersey          |                          | +0:00            | +1:00  |
| AI        | +1812-06304     | America/Anguilla       |                          | −4:00            |        |
| MS        | +1643-06213     | America/Montserrat     |                          | −4:00            |        |
| TC        | +2128-07108     | America/Grand_Turk     |                          | −5:00            | −4:00  |
| AQ        | -6734-06808     | Antarctica/Rothera     | ロゼラ基地、アデレード島 | −3:00            |        |
| BM        | +3217-06446     | Atlantic/Bermuda       |                          | −4:00            | −3:00  |
| GS        | -5416-03632     | Atlantic/South_Georgia |                          | -2:00            |        |
| SH        | -1555-00542     | Atlantic/St_Helena     |                          | +0:00            |        |
| FK        | -5142-05751     | Atlantic/Stanley       |                          | −3:00            |        |
| IO        | -0720+07225     | Indian/Chagos          |                          | +6:00            |        |
| PN        | -2504-13005     | Pacific/Pitcairn       |                          | −8:00            |        |

## 時間帯
- UTC−8 - ピトケアン諸島
- UTC−5（EST）
  - 夏時間非適用時 - タークス・カイコス諸島
  - 夏時間非実施地域 - ケイマン諸島
- UTC−4（AST）
  - 夏時間適用時 - タークス・カイコス諸島
  - 夏時間非適用時 - バミューダ諸島
  - 夏時間非実施地域 - アンギラ、イギリス領ヴァージン諸島、モントセラト
- UTC−3
  - 夏時間適用時 - バミューダ諸島
  - 夏時間非実施地域 - フォークランド諸島
- UTC−2 - サウスジョージア・サウスサンドウィッチ諸島
- UTC（GMT）
  - 夏時間非適用時 - 英国（イングランドおよびウェールズ、スコットランド、北アイルランド）、ガーンジー、マン島、ジャージー
  - 夏時間非実施地域 - セントヘレナ・アセンションおよびトリスタンダクーニャ
- UTC+1（CET）
  - 夏時間適用時 - 英国（イングランドおよびウェールズ、スコットランド、北アイルランド）、ガーンジー、マン島、ジャージー
  - 夏時間非適用時 - ジブラルタル
- UTC+2（EET）
  - 夏時間適用時 - ジブラルタル
  - 夏時間非適用時 - アクロティリおよびデケリア
- UTC+3（夏時間適用時） - アクロティリおよびデケリア
- UTC+6 - イギリス領インド洋地域